# Sandrine Mathivet
Sandrine Mathivet, née le 25 octobre 1968, est une entraîneuse de football.

## Biographie
De 2009 à 2013, elle entraîne le Football Club Féminin Juvisy Essonne. 
À l'intersaison 2016, elle succède à Samuel Riscagli sur le banc du Dijon FCO, en D2. Elle s'en va après une saison. Elle continue sa carrière en tant que professeure d'EPS pour des élèves de collège et de lycée à l'Institution du Sacré-Cœur de La Ville-du-Bois où elle exerce encore aujourd'hui.
En décembre 2021, après un an de formation au CNF Clairefontaine, elle est diplômée du certificat d'entraîneur de football féminin (CEFF), diplôme nouvellement créé et délivré par la FFF.

## Palmarès
- Championnat de France : 
  - Vice-championne en 2010
  - Vice-championne en 2012

- Coupe de France : 
  - Demi-finaliste en 2010
  - Demi-finaliste en 2011

- Ligue des Champions de l'UEFA : 
  - Demi-finaliste en 2013